# Milà-Sanremo 1974
La Milà-Sanremo 1974 fou la 65a edició de la Milà-Sanremo. La cursa es disputà el 18 de març de 1973 i va ser guanyada per l'italià Felice Gimondi, que s'imposà en solitari a la meta de Sanremo.
193 ciclistes hi van prendre part, acabant la cursa 132 d'ells.

## Classificació final
|    | Ciclista           | Equip                          | Temps      |
| -- | ------------------ | ------------------------------ | ---------- |
| 1  | Felice Gimondi     | Bianchi                        | 6h 46' 16" |
| 2  | Eric Leman         | M.i.c.-De Gribaldy-Ludo        | + 1' 53"   |
| 3  | Roger de Vlaeminck | Brooklyn                       | + 1' 54"   |
| 4  | Franco Bitossi     | Scic                           | + 1' 55"   |
| 5  | Enrico Paolini     | Scic                           | + 2' 05"   |
| 6  | Marino Basso       | Bianchi                        | m. t.      |
| 7  | Walter Godefroot   | Carpenter-Confortluxe-Flandria | m. t.      |
| 8  | Frans Verbeeck     | Watney-Maes                    | m. t.      |
| 9  | Freddy Maertens    | Carpenter-Confortluxe-Flandria | m. t.      |
| 10 | Jaime Huélamo      | KAS-Kaskol                     | m. t.      |